# Gare du Grau-du-Roi
La gare du Grau-du-Roi est une gare ferroviaire française de la ligne de Saint-Césaire au Grau-du-Roi, située sur le territoire de la commune du Grau-du-Roi, dans le département du Gard en région Occitanie.
C'est une gare de la Société nationale des chemins de fer français (SNCF) desservie par des trains express régionaux TER Occitanie.

## Situation ferroviaire
Établie à 2 mètres d'altitude, la gare du Grau-du-Roi est située au point kilométrique (PK) 45,175 de la ligne de Saint-Césaire au Grau-du-Roi, terminus de la ligne elle est précédée par la gare d'Aigues-Mortes. Le heurtoir marquant la fin de la ligne est au PK 45,363.

## Histoire
La ligne de Saint-Césaire à Aigues-Mortes est mise en service le 19 mai 1873. Aigues-Mortes est alors le terminus de la ligne.
Le prolongement de la ligne d'Aigues-Mortes au Grau-du-Roi est concédé à la PLM par la convention du 24 janvier 1902, approuvée par une loi le 18 juillet 1902 et déclarée d'utilité publique par décret le 26 décembre 1902. Elle est mise en service le 10 juillet 1909.
En 2013, l’ancienne halle à marchandises a été démolie et certaines pierres de taille ont été récupérées pour construire d'autres bâtiments.

## Fréquentation
Selon les estimations de la SNCF, la fréquentation annuelle de la gare figure dans le tableau ci-dessous.
| Année                               | 2015   | 2016   | 2017   | 2018   | 2019   | 2020    | 2021    | 2022    | 2023    |
| ----------------------------------- | ------ | ------ | ------ | ------ | ------ | ------- | ------- | ------- | ------- |
| Nombre de voyageurs                 | 59 445 | 49 797 | 57 017 | 53 899 | 59 262 | 127 601 | 107 133 | 136 622 | 175 776 |
| Nombre de voyageurs + non voyageurs | 74 306 | 62 246 | 71 271 | 67 373 | 74 078 | 159 502 | 133 916 | 170 778 | 219 720 |

## Service des voyageurs

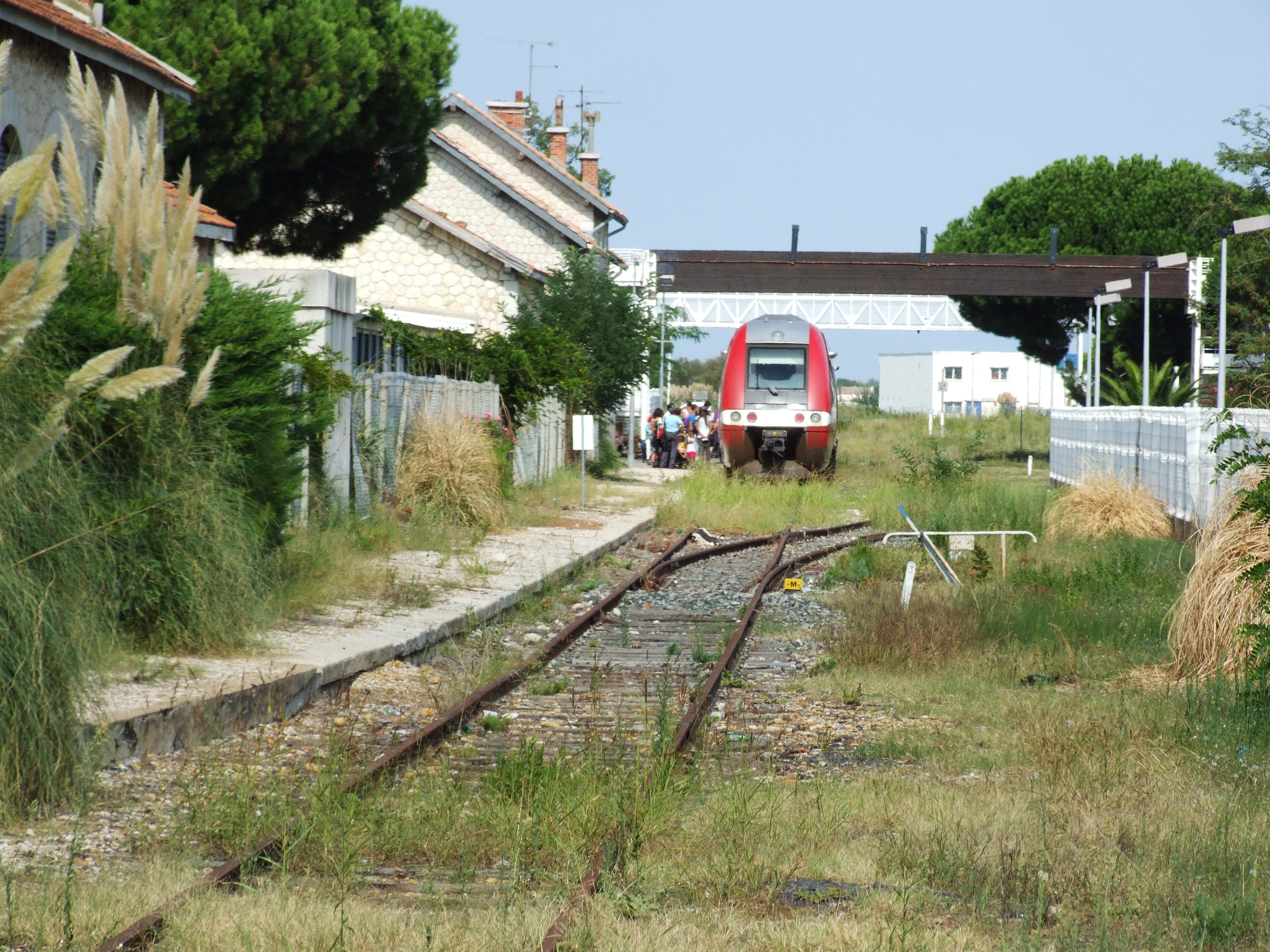
Un TER en gare, à destination de Nîmes.

### Accueil
Gare SNCF, elle dispose d'un bâtiment voyageurs, avec guichet, ouvert tous les jours pendant la saison d'été (mai à septembre) et elle est fermée les samedis, dimanches et jours fériés le reste de l'année. C'est une gare « Accès Plus » disposant d'aménagements et de services pour les personnes à la mobilité réduite.

### Desserte
Le Grau-du-Roi est desservie par des trains TER Occitanie qui effectuent des missions entre les gares de Nîmes et du Grau-du-Roi.

### Intermodalité
Un parc pour les vélos et un parking pour les véhicules sont aménagés.
La gare est desservie par la ligne 132 du réseau régional liO.